# Richard Jenkins
Richard Jenkins, född 4 maj 1947 i DeKalb i Illinois, är en amerikansk skådespelare.
Jenkins är bland annat känd för rollen som Nathaniel Fisher  i TV-serien Six Feet Under. 2008 Oscarnominerades han för sin roll som Walter Vale i The Visitor. 2015 vann Jenkins en Emmy Award för den manliga huvudrollen i miniserien Olive Kitteridge. Från 2016–2019 var han med i tv-serien Berlin Station.

## Filmografi
- 1985 – Silverado
- 1985 – Hannah och hennes systrar
- 1985 – The Tender Age
- 1986 – On Valentine's Day
- 1987 – Courtship
- 1987 – Häxorna i Eastwick
- 1988 – Spioner i familjen
- 1988 – Den största kärleken
- 1988 – FBI i stridslinjen
- 1989 – Sea of Love
- 1989 – Blaze
- 1989 – Kojak: Fatal Flaw
- 1989 – Den sista chansen
- 1990 – Besättningen på Challenger
- 1991 – Double Crossed
- 1992 – Afterburn
- 1994 – Fångade i paradiset
- 1994 – Wolf
- 1995 – Indianen i skåpet
- 1996 – Flirting with Disaster
- 1996 – Eddie - en värsting till coach
- 1996 – Det bor en fransk kvinna i min lägenhet
- 1996 – Annorlunda grannar
- 1997 – Absolut makt
- 1997 – Eye of God
- 1997 – Death on the Everest (TV-film)
- 1998 – The Impostors
- 1999 – The Mod Squad
- 1999 – Snö faller på cederträden
- 1999 – Stulen lycka
- 2000 – Mina jag och Irene
- 2000 – Good Vibrations
- 2001–2005 – Six Feet Under (TV-serie)
- 2001 – The Man Who Wasn't There
- 2001 – Skojar du, eller?
- 2001 – En sen kväll på McCool's
- 2002 – Stealing Harvard - Dyra löften
- 2002 – Changing Lanes
- 2002 – Sins of the Father
- 2003 – The Mudge Boy
- 2003 – The Core
- 2003 – Intolerable Cruelty
- 2003 – Fullt hus
- 2004 – Shall We Dance?
- 2005 – Fun with Dick and Jane
- 2005 – Ryktet går…
- 2005 – North Country
- 2007 – The Visitor
- 2007 – The Kingdom
- 2008 – The Brøken
- 2008 – Burn After Reading
- 2008 – Step Brothers
- 2008 – Sagan om Despereaux (röst)
- 2010 – Kärlek i New York
- 2010 – Dear John
- 2010 – Waiting for Forever
- 2010 – Norman
- 2010 – Lyckan, kärleken och meningen med livet
- 2010 – Let Me In
- 2011 – The Rum Diary
- 2011 – Friends with Benefits
- 2011 – Hall Pass
- 2012 – The Cabin in the Woods
- 2012 – Killing Them Softly
- 2012 – Jack Reacher
- 2012 – The Company You Keep
- 2013 – White House Down
- 2013 – Turbo (röst)
- 2014 – God's Pocket
- 2014 – Lullaby
- 2014 – Olive Kitteridge (TV-serie)
- 2015 – The Hollars
- 2017 – The Shape of Water
- 2016–2019 – Berlin Station (TV-serie)